# GURWO
GURWO (russisch ГУРВО) steht für russisch Главное управление ракетного вооружения, Hauptverwaltung der Raketentruppen, den Generalstab der russischen (ehemals sowjetischen) Raketentruppen.